# Ciudad vieja de Damasco
La ciudad vieja de Damasco contiene numerosos sitios arqueológicos, entre ellos algunas mezquitas históricas. Muchas culturas han dejado su huella, especialmente las romano-bizantina y la islámica. En 1979, el centro histórico de la ciudad, rodeado de murallas de la época romana, fue declarado Patrimonio de la Humanidad por la Unesco. El 20 de junio de 2013, la Unesco incluyó a todos los sitios sirios en la lista del Patrimonio de la Humanidad en peligro para alertar sobre los riesgos a los que están expuestos debido a la Guerra Civil Siria.
La ciudad antigua de Damasco ocupa una superficie de 135 hectáreas y estaba rodeada por una muralla romana, de la que perduran los lados norte y este y parte del lado sur. Se conservan ocho puertas, de las que la más antigua, Bab Sharqi, se remonta al período romano. En el sentido de las agujas del reloj, empezando por el norte, son:
- Bab al-Faraj (Puerta de la liberación),
- Bab al-Faradis (Puerta del paraíso),
- Bab al-Salam (Puerta de la paz), como las dos anteriores, en el lado norte de la muralla;
- Bab Tuma (Puerta de santo Tomás), en la esquina nordeste,
- Bab Sharqi (Puerta del este),
- Bab Kisan, en el sureste, por donde, según la tradición, San Pablo huyó de Damasco, descendido de las murallas en un cesto; en esta puerta, hoy cerrada, existe una capilla que recuerda el evento;
- al-Bab al-Saghir (Puerta pequeña), en el lado sur,
- Bab al-Jabiya, en el suroeste, a la entrada del zoco Midhat Pasha.

Aunque la ciudad aún conserva vestigios romanos y bizantinos, la mayor parte de los 125 edificios y monumentos incluidos en la declaración de la Unesco corresponden al arte islámico.
En primer lugar, destaca la mezquita de los Omeyas, construida en el siglo VIII (hacia 705), uno de los lugares santos del Islam. El inmenso patio de 122 metros de largo, tapizado de lozas que pertenecieron a un monumento romano, ofrece varias exquisitas decoraciones. Entre ellas, la del tesoro, una construcción que se yergue sobre columnas y que se utilizaba para almacenar el oro del Estado.
La sala de oración de la mezquita contiene una tumba, la de Juan Bautista, caso excepcional en el islam y vestigio de la antigua basílica de san Juan Bautista.
Según la tradición local, el minarete más alto de la mezquita, llamado minarete de Jesús, marca el lugar donde el Mesías volverá a la tierra el día del Juicio final.
A doscientos metros de la Gran Mezquita hay un ejemplo de riquísima arquitectura de diseño árabe-otomano, como es el Palacio de Azm, del siglo XVIII. Hoy es un museo de las artes y tradiciones y exhibe, en las diversas salas, maniquíes que ilustran la vida cotidiana en esa residencia, que perteneció al gobernador de Damasco.
La Via Recta fue en su origen el decumano de la Damasco romana. Se extendía a lo largo de 1 500 metros. Hoy en día, corresponde a la calle Bab Sharqi y al zoco cubierto Midhat Pasha, uno de los más importantes de Damasco. La calle Bab Sharqi, llena de pequeñas tiendas, conduce al viejo barrio cristiano de Bab Tuma.  Al final de la calle se encuentra la Casa de Ananías, una capilla subterránea que fue en tiempos una bodega.
La ciudad vieja está sembrada de mezquitas –en todo Damasco hay cerca de 700- de muy diversas épocas.

## Descripción general

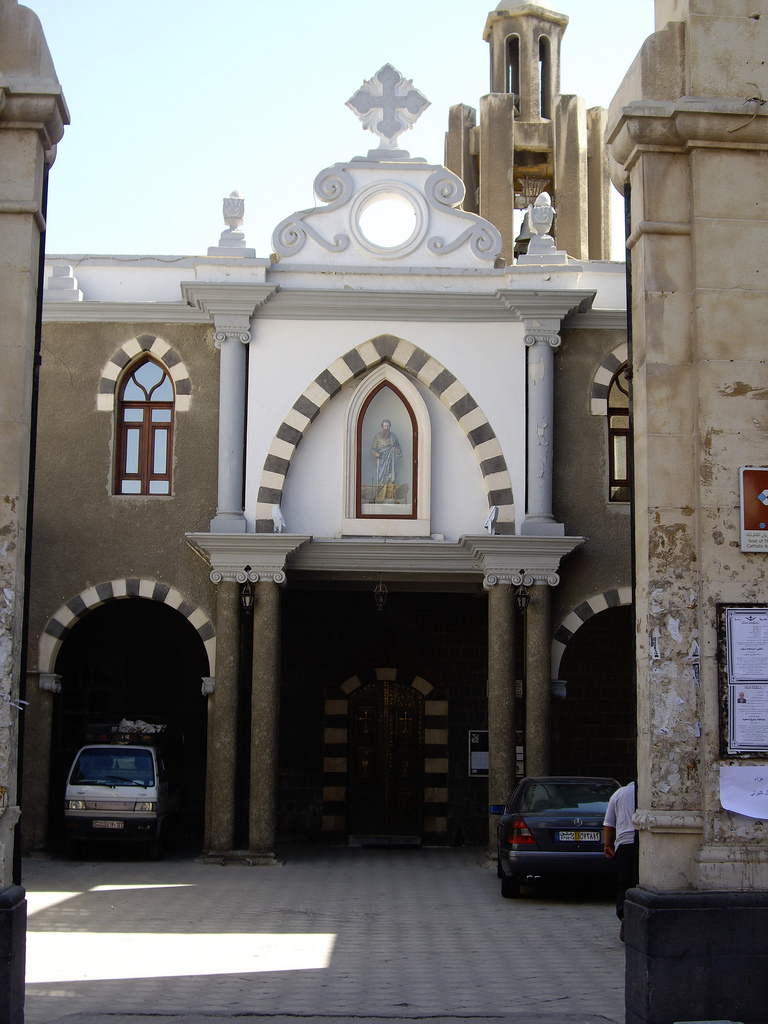
Una iglesia en la ciudad vieja de Damasco.

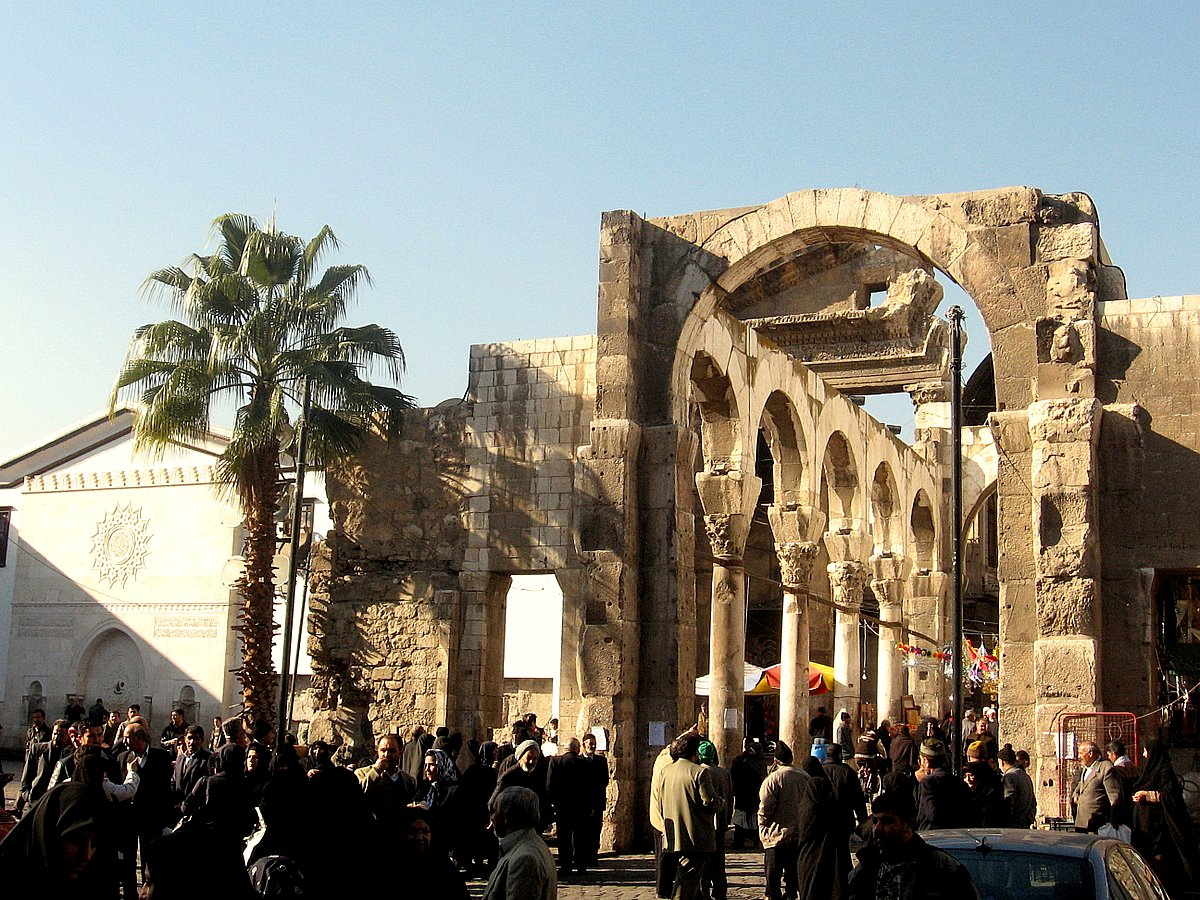
Ruinas del templo de Júpiter en la entrada del zoco Al-Hamidiyah.

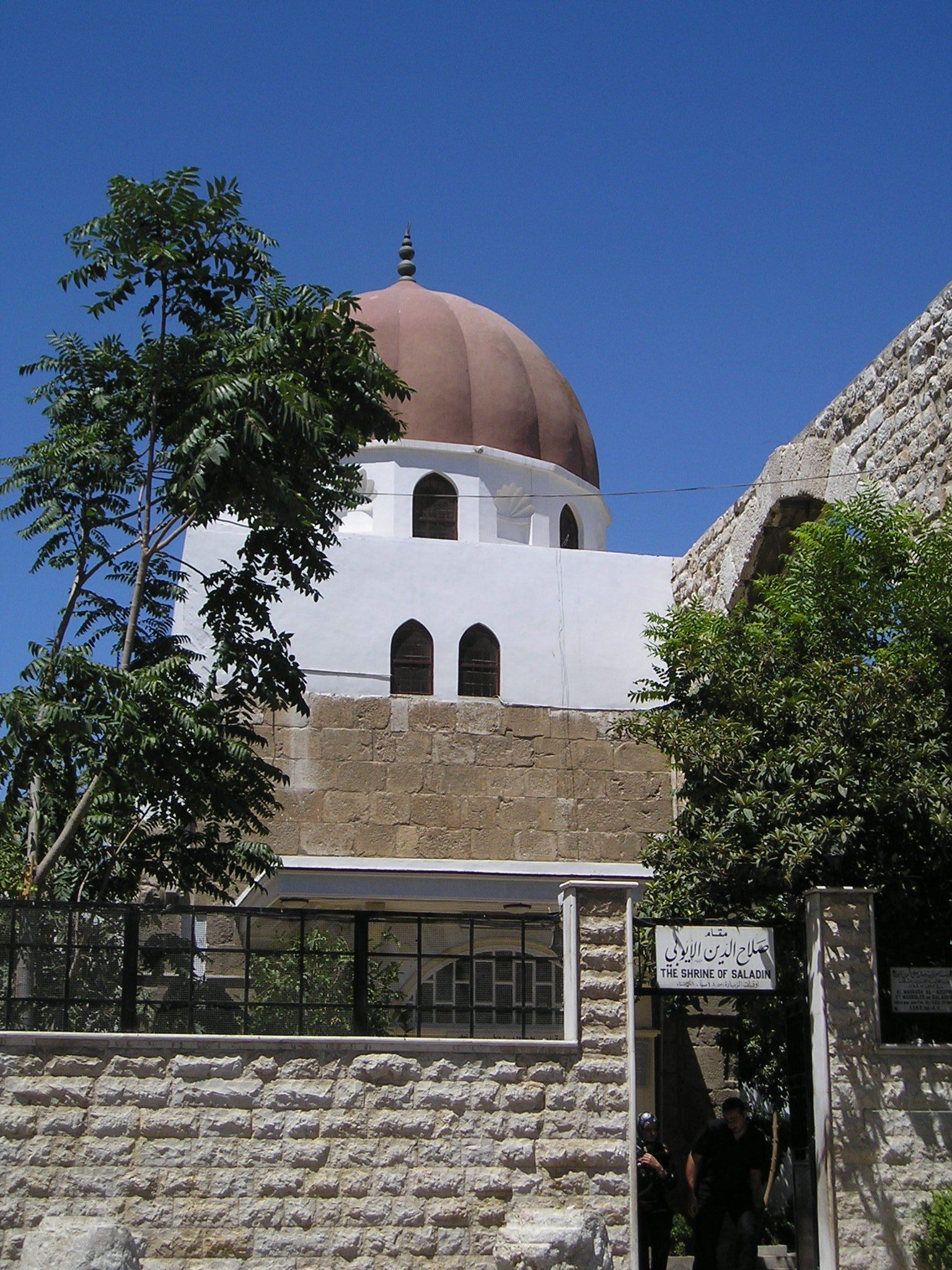
Tumba de Saladino.

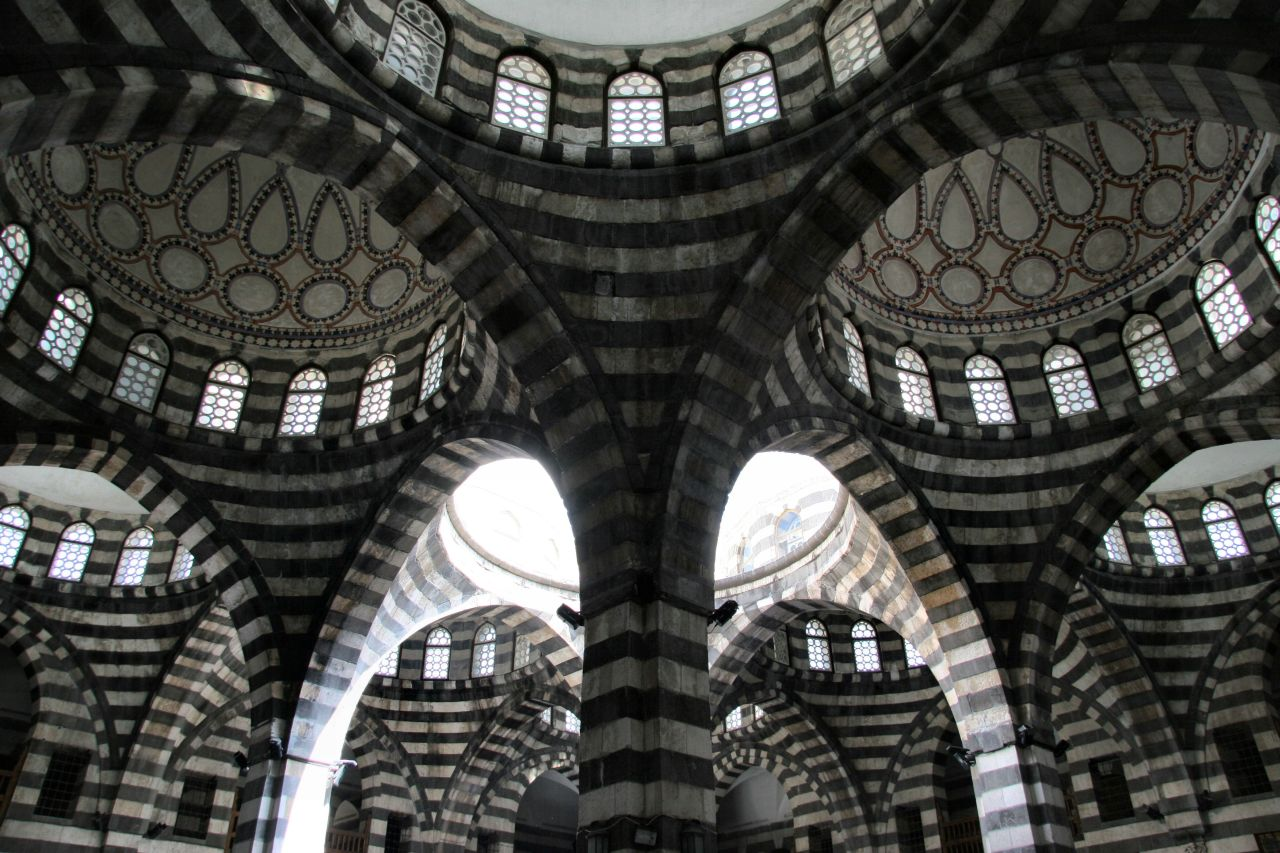
El Caravasar o Khan Asad Pasha, construido en 1752, en el período en que fue gobernador As'ad Pasha al-Azm.

La ciudad estaba rodeada por un entorno de murallas de edificación romana, reforzada en el período de la dinastía ayubí, de unos 6 km de longitud, delimitando un perímetro de forma casi rectangular de unos 1 900 por 1 050 metros. Después de la conquista árabe, las murallas fueron reforzadas por Nur al-Din, para defender la ciudad de los ataques de los cruzados en el siglo XII, mientras que en el siglo siguiente, los ayubís la restauraron y modificaron de forma permanente. Hoy día las paredes no están completas ya que parte del material original de las paredes que falta se ha utilizado como material de construcción en los siglos pasados, ya que, como las piedras estaban bien talladas, eran fáciles de reutilizar. A principios del siglo XX las autoridades suspendieron esta práctica.
Las iglesias cristianas están casi todas dentro del recinto de las murallas de la ciudad vieja, como las tres catedrales: la de la iglesia ortodoxa griega, la de la iglesia ortodoxa siria y la de la iglesia católica griega melquita de observancia católica, y la capilla de San Ananías. Sin embargo la capilla de San Pablo de Damasco fue construida en el interior del arco de la puerta llamada de Bab Keisan. Esta puerta se encuentra en el este, en la zona compartida por los cristianos y judíos, separados entre sí, y separados de la calle principal de la ciudad en la época de los romanos, la vía recta, que correspondía a la vía romana decumanus maximus. Al norte estaban los cristianos, en el barrio llamado Bab Tuma y al sur los judíos; en el barrio (Harat al-Yahud) que fue habitado durante un tiempo por los judíos, hoy en día, en su mayor parte exiliados. En este barrio, además de la sinagoga hay algunos edificios de viviendas del siglo XVIII, muy bonitos y bien conservados. El nombre vía recta, siguiendo lo que fue la decumanus maximus del Imperio Romano es mencionado en los Hechos de apóstoles, cuando Ananías envía a San Pablo:
- Hechos de los Apóstoles,[2] capítulo 9, versículos 10 y 11:

10 Había en Damasco un discípulo llamado Ananías. El Señor le dijo en una visión: «Ananías.» El respondió: «Aquí estoy, Señor.»
11 Y el Señor: «Levántate y vete a la calle Recta y pregunta en casa de Judas por uno de Tarso llamado Saulo.»
A lo largo de la vía recta, que en realidad no es nada recta, se encuentran algunas de las viejas columnas y un triple arco que tal vez era parte del tetrápilo, que estaba ubicado en la intersección de la vía decumannus con la vía cardo y que fue descubierto y restaurado en 1947, durante las obras de construcción de la actual carretera, mucho más estrecha que la vía recta, que tenía 26 metros de ancho, y permite en la actualidad el paso de un solo vehículo, y cuenta con un espacio muy limitado para los peatones. En la actualidad en esta calle se encuentran innumerables comercios, muchos de ellos dedicados a objetos de latón y mosaicos de madera.
La parte occidental de la ciudad vieja desde la conquista por los árabes, estaba reservada a los musulmanes, y en esta zona de la ciudad se encuentran: la Ciudadela (al-Qalha); algunas mezquitas, entre ellas la mezquita de los Omeyas, la mezquita Nur ad-Din y la mezquita de Sinan Pasha; varias madrasas, incluyendo la al-Adiliyah, la al-Zahiriyah, la Abdullah al-Azem Pasha y la Aziziyah o madrasa-mausoleo de Saladino, donde se encuentran sus restos mortales. También hay las ruinas del templo de Júpiter, el zoco al-Bazuriye (zoco de especias y dulces), que, en su interior, tiene uno de los baños públicos más antiguos de la ciudad, el hammam Nur ad-Din o hammam al-Bazuriye, construido por Nur ad-Din entre 1154 y 1172, con la cúpula de la entrada de la época otomana, el enorme zoco al-Hamidiyah, con en su interior el bimaristán de Nur al-Din (el hospital de Nur al-Din), fundado en 1154, activo durante cerca de siete siglos y que desde 1978 es sede del Museo árabe de Historia Médica y Científica y, por último el palacio de Azm, en la actualidad Museo de las Artes y Tradiciones Populares.
También en la parte occidental de la ciudad vieja se encuentran algunos de los más antiguos y mejor conservados caravasar o khan de Damasco, como el gran khan Asad Pasha, de 1752, y el khan al-Gumruk, de 1609.
Fuera de los muros de la ciudadela hay una estatua de bronce a caballo de Saladino con, a los pies, Reinaldo de Châtillon y Guido de Lusignan, que conmemora su victoria en la batalla de los Cuernos de Hattin.

## Galería

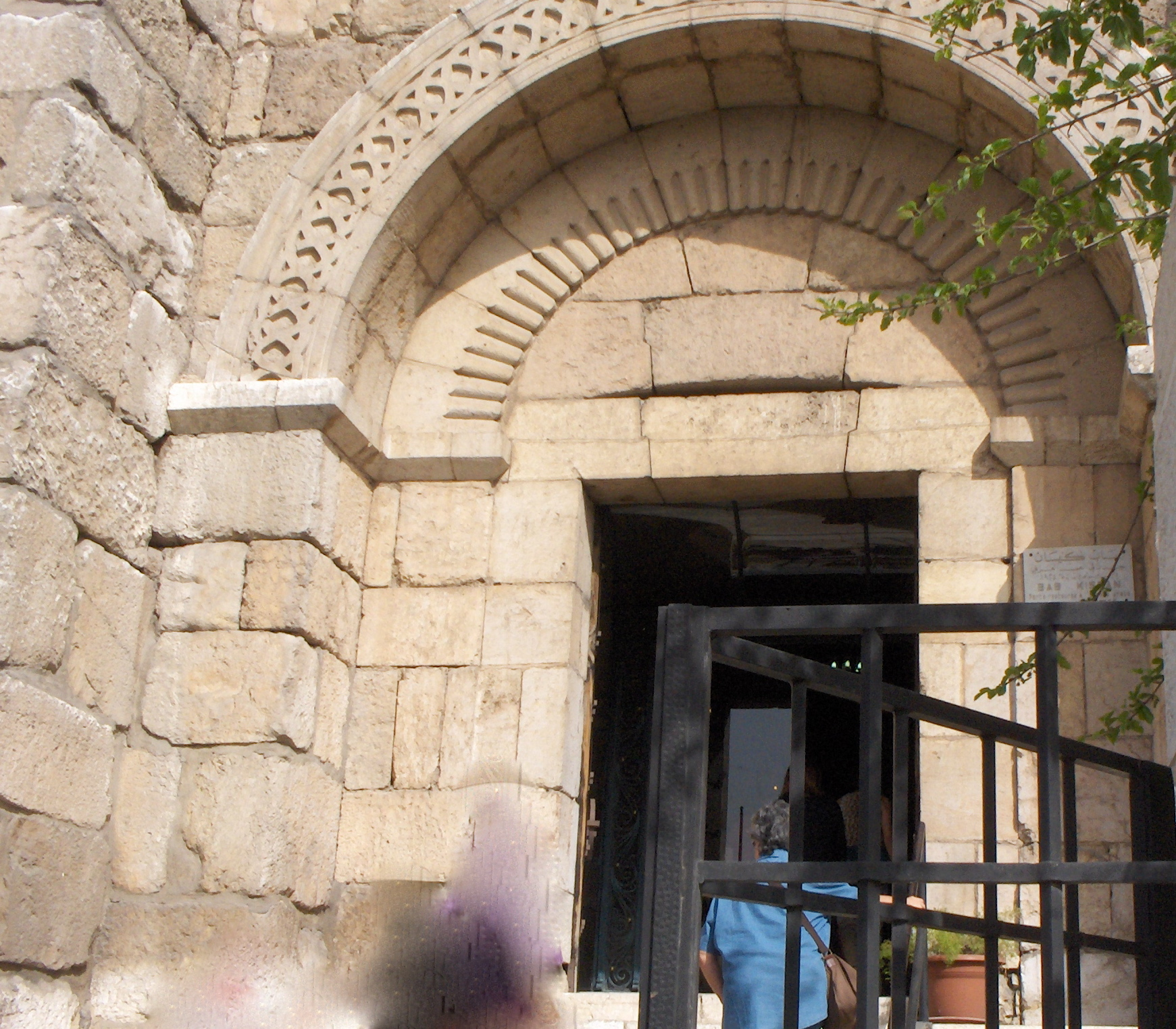
Antigua Puerta de Arco, llamada de Bab Keisan, en las murallas de la ciudad, en la actualidad entrada de la capilla de San Pablo (Damasco).
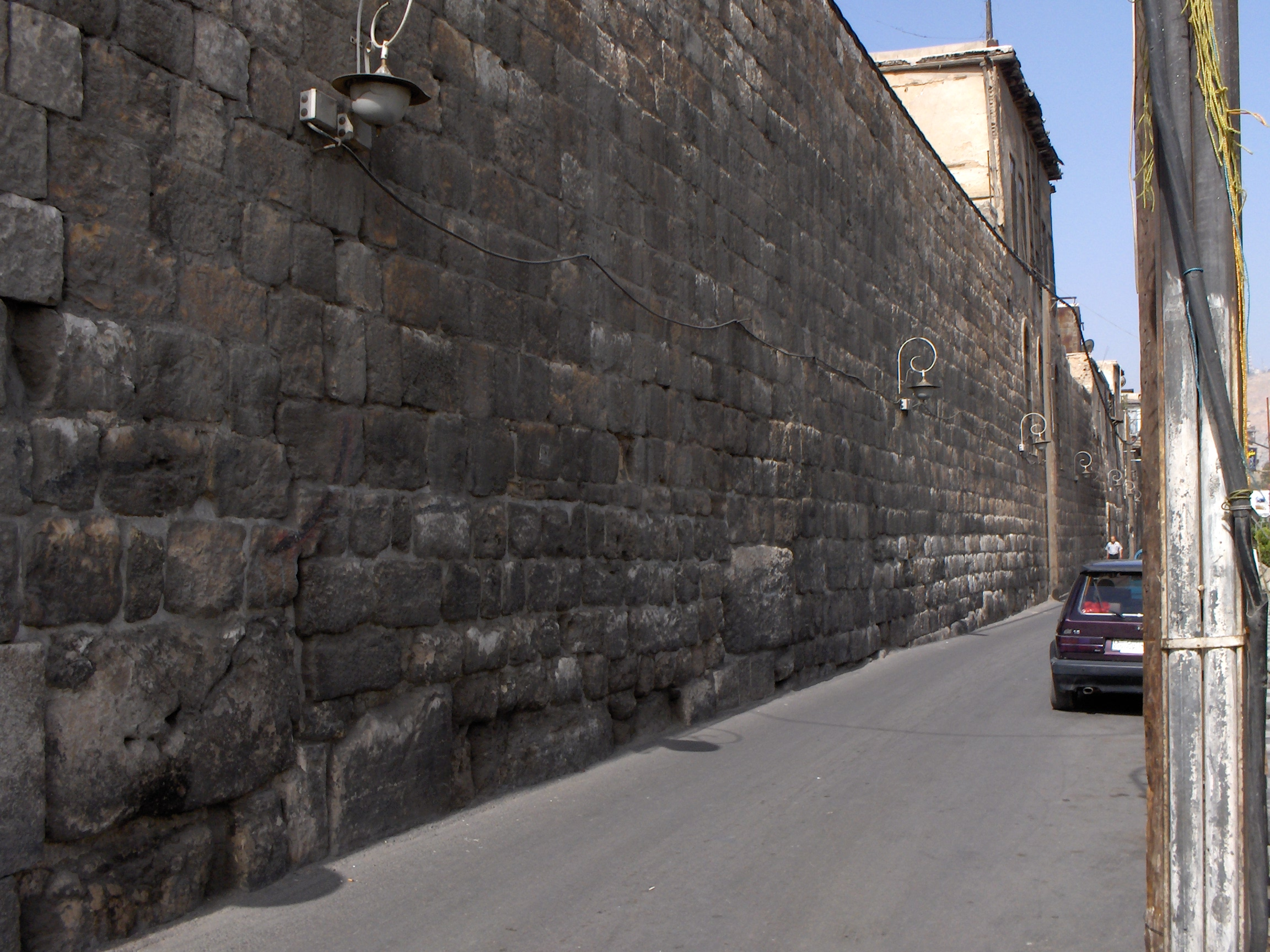
Murallas de la ciudad.
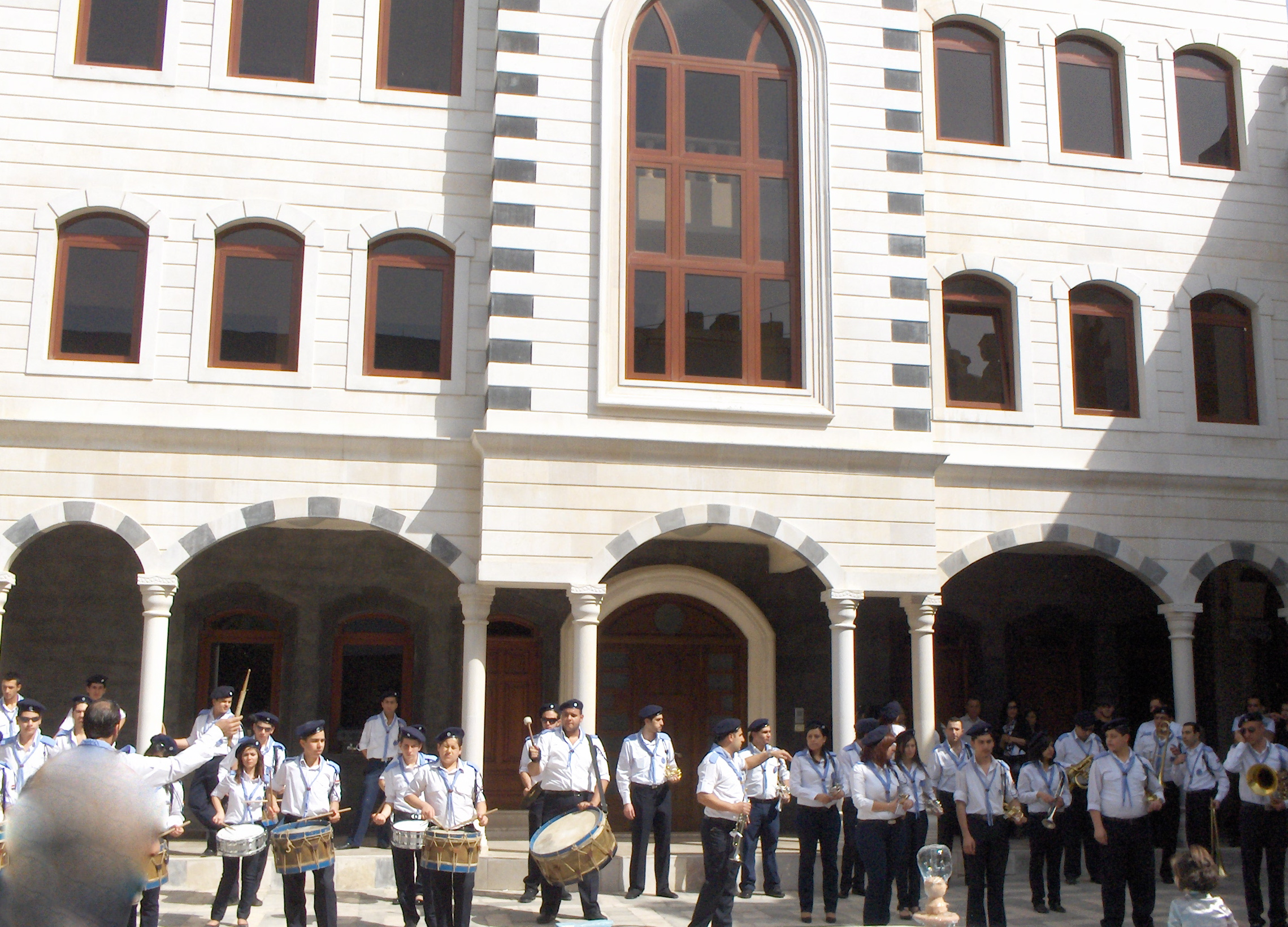
Celebración de la Pascua en el patio de la archieparquía católica de Damasco.
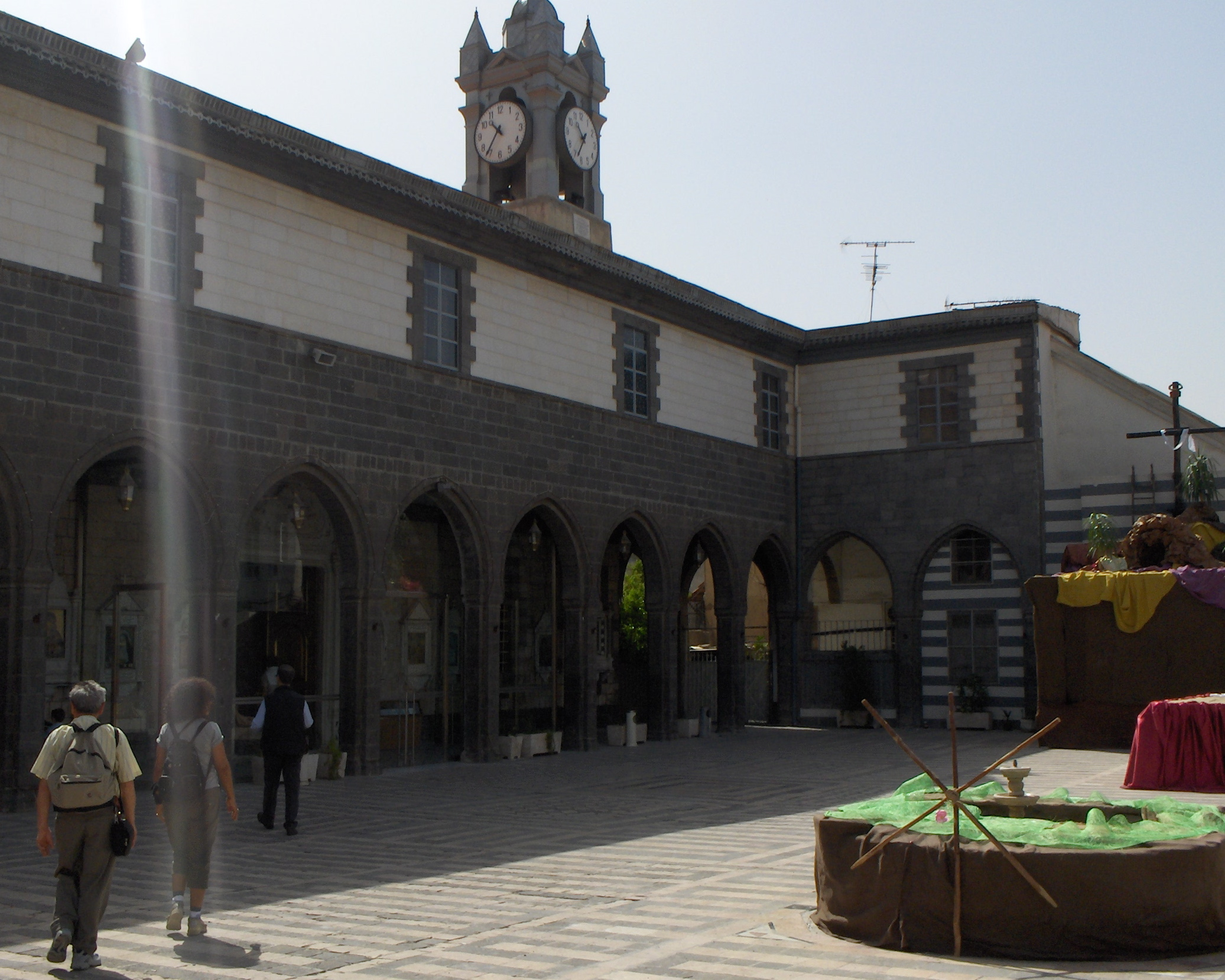
Iglesia maronita de la archieparquía católica.
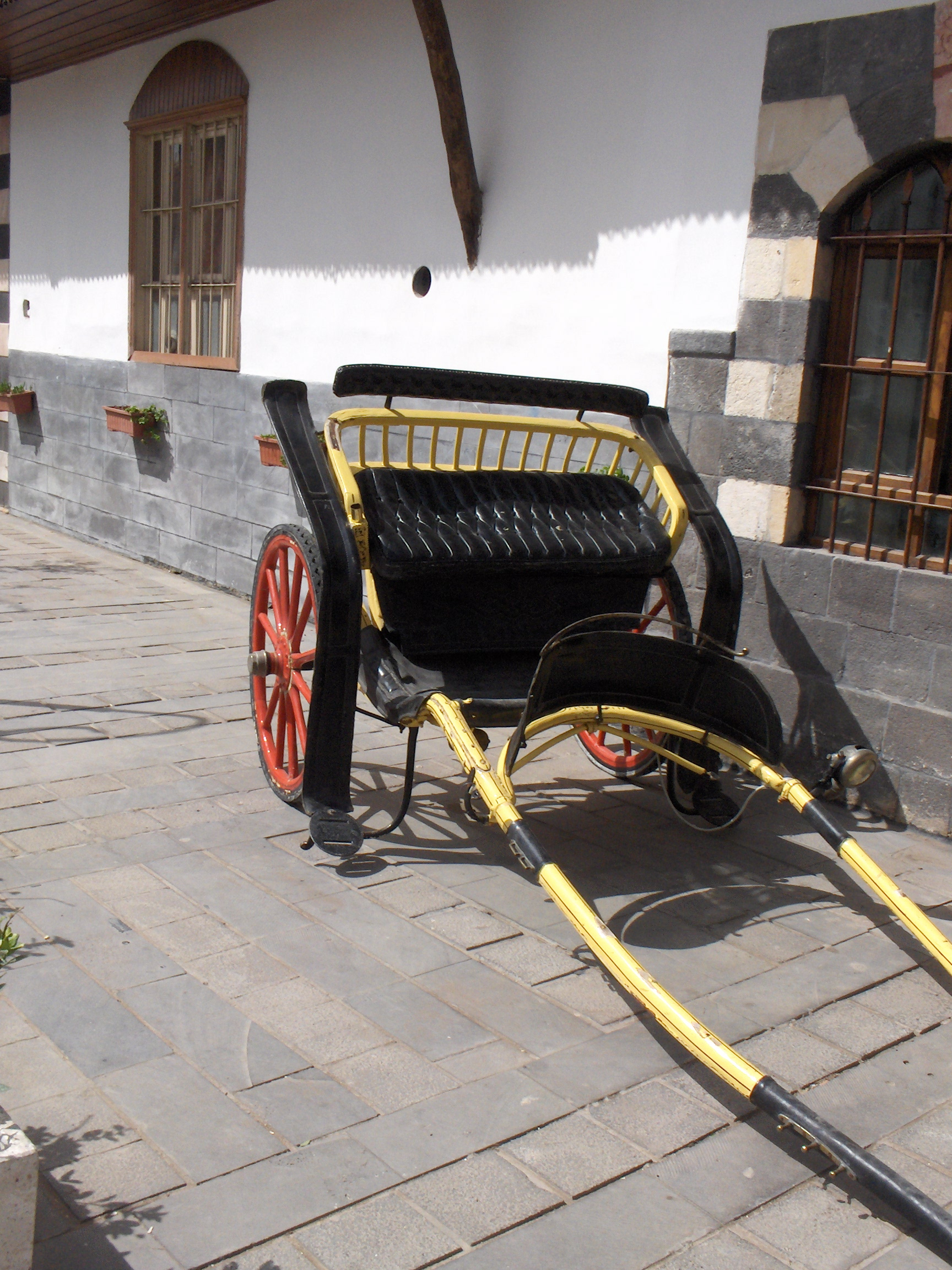
Carro de ruedas en la plaza de la archieparquía católica.
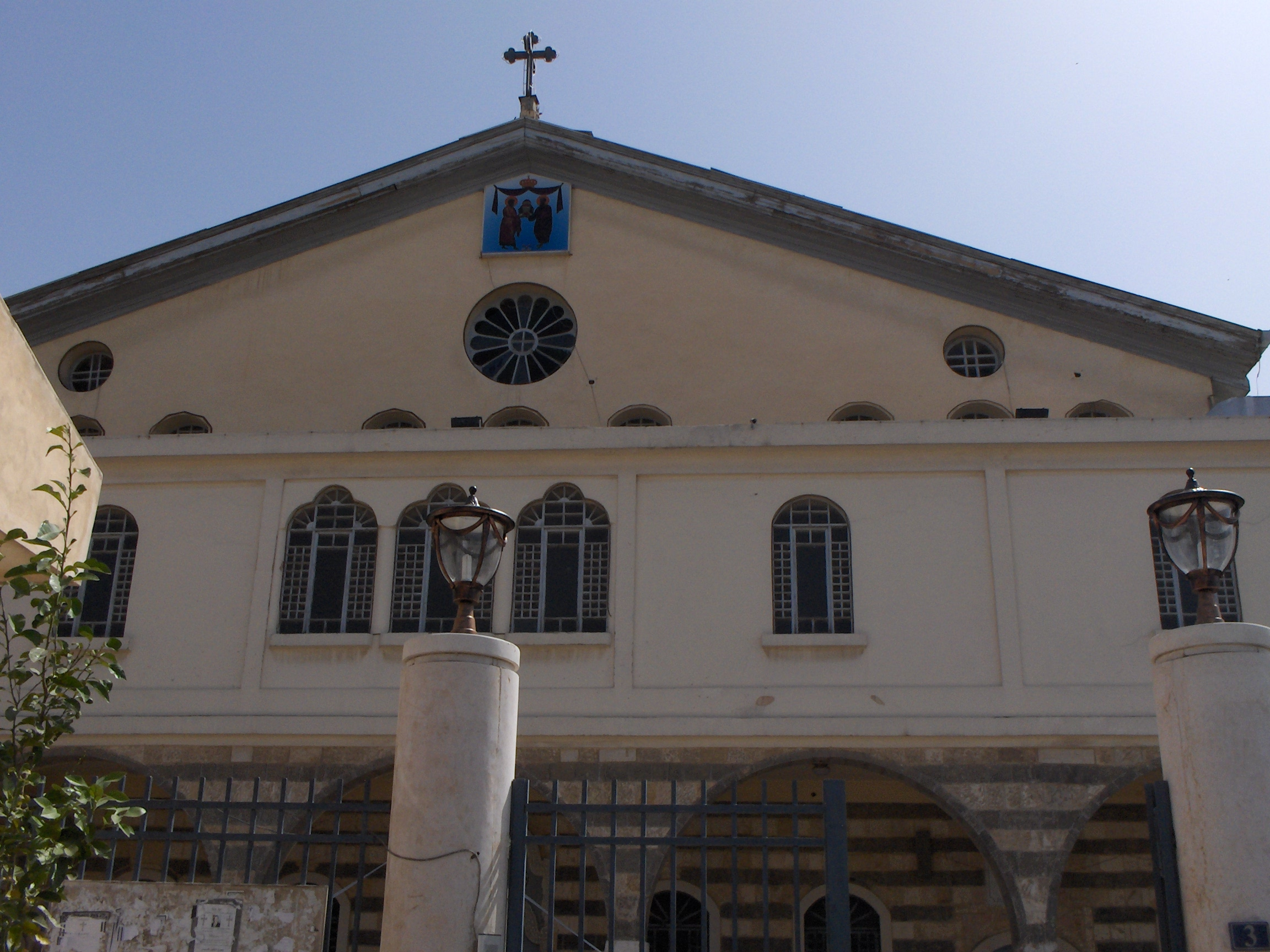
Catedral de San Jorge de la Iglesia ortodoxa siria.
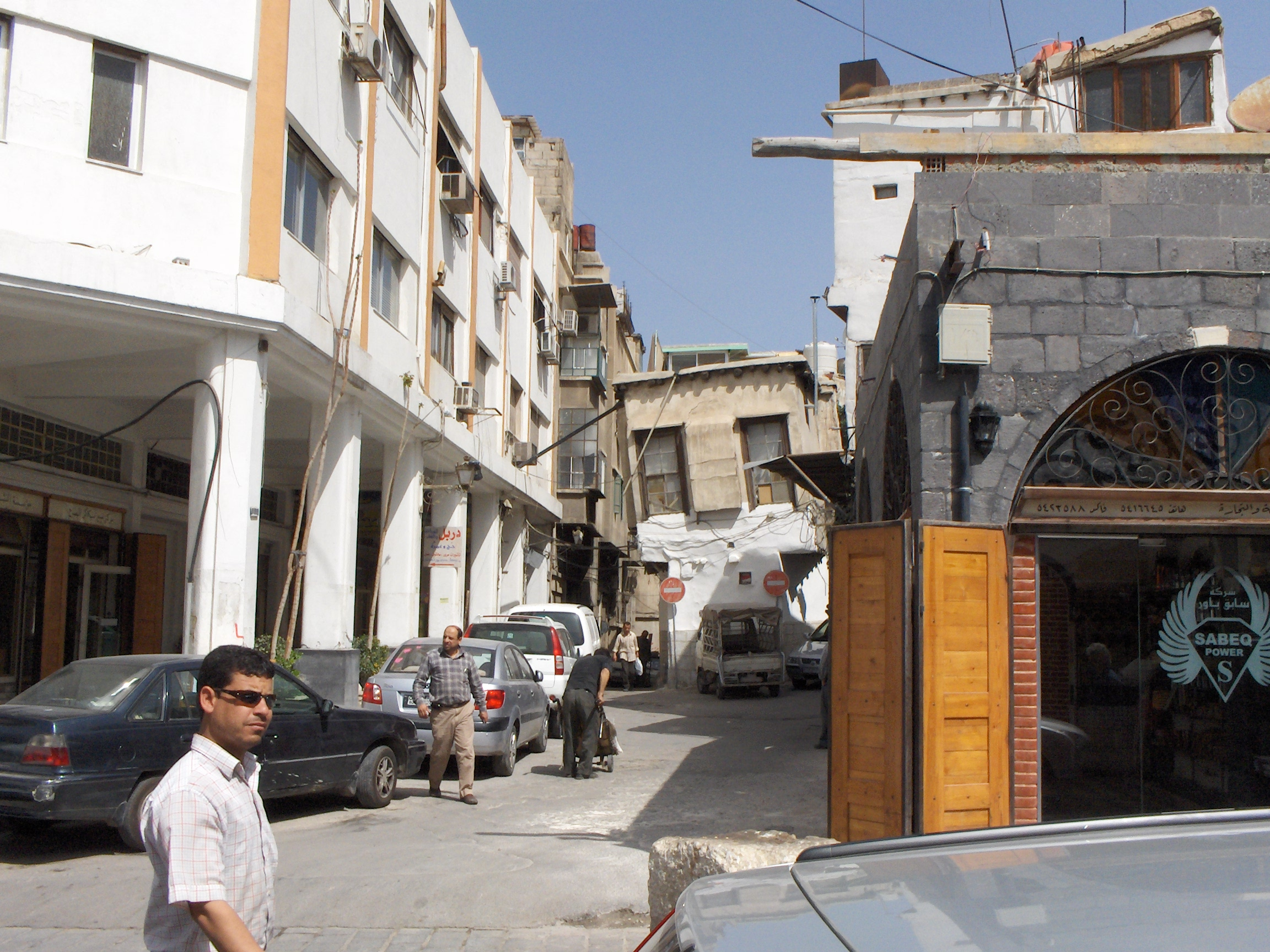
Casa inclinada en calle lateral de la vía recta.
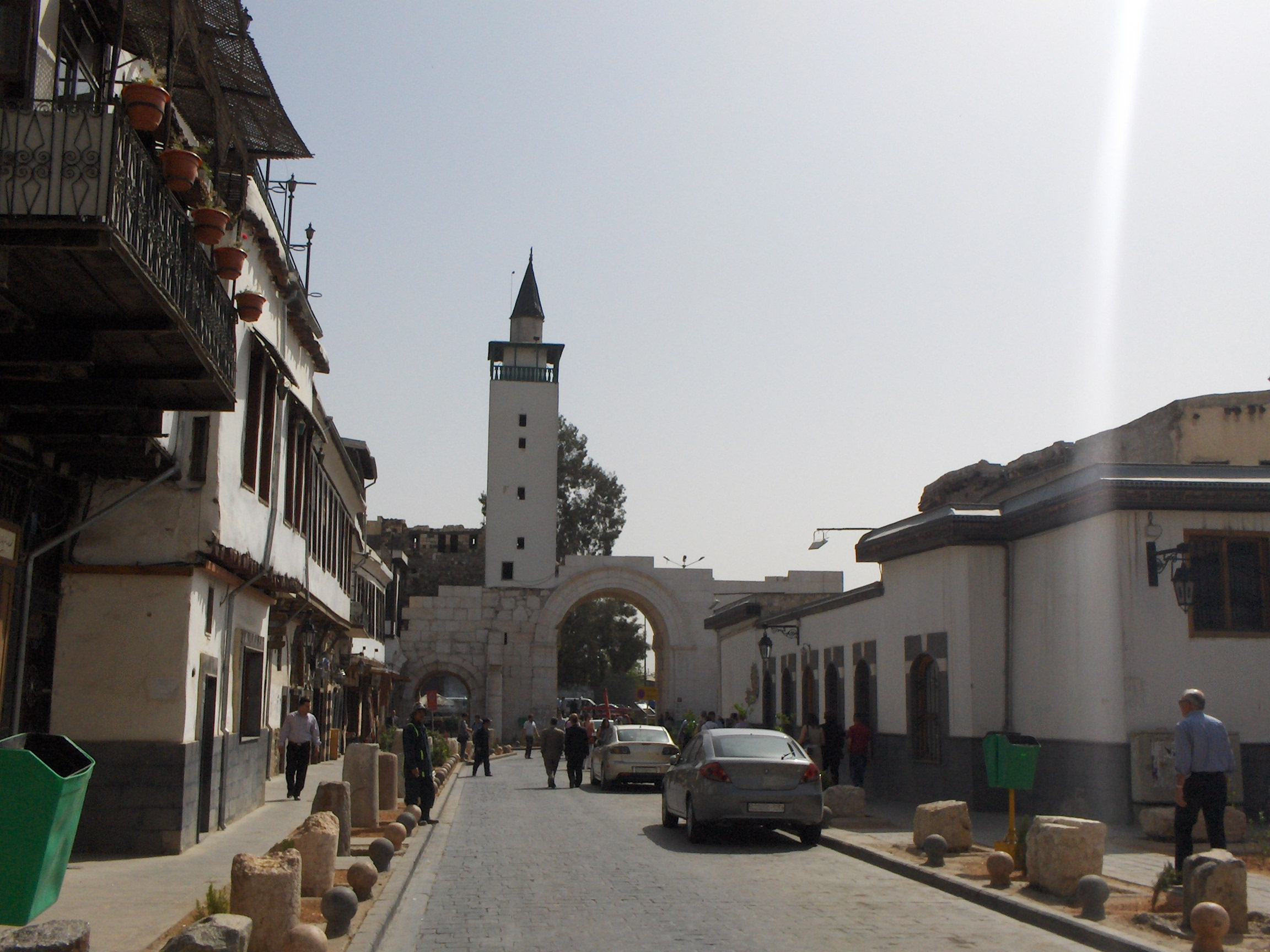
La vía recta, con al fondo el arco de tres huecos y al-Omariya (el minarete blanco).
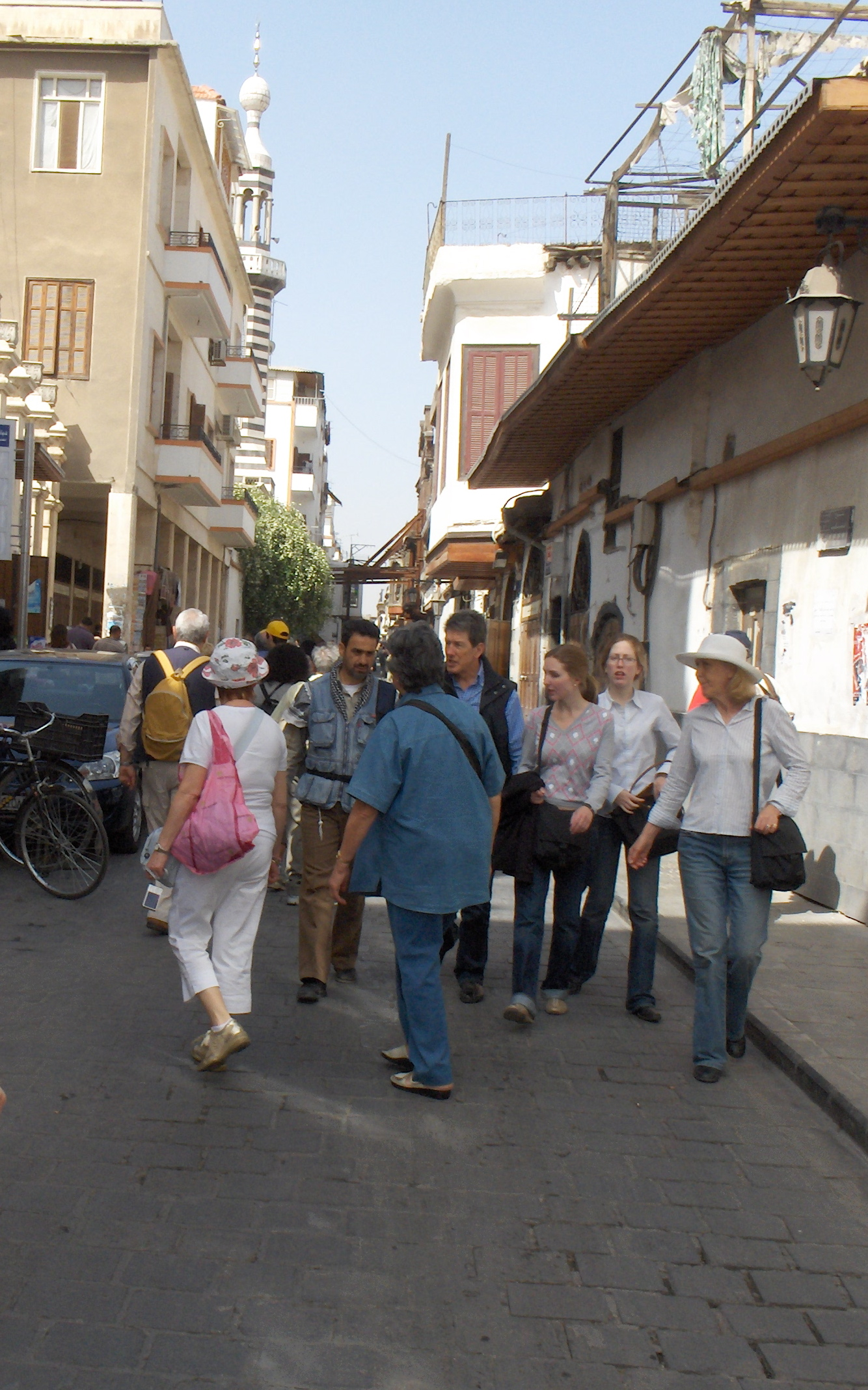
La vía recta.
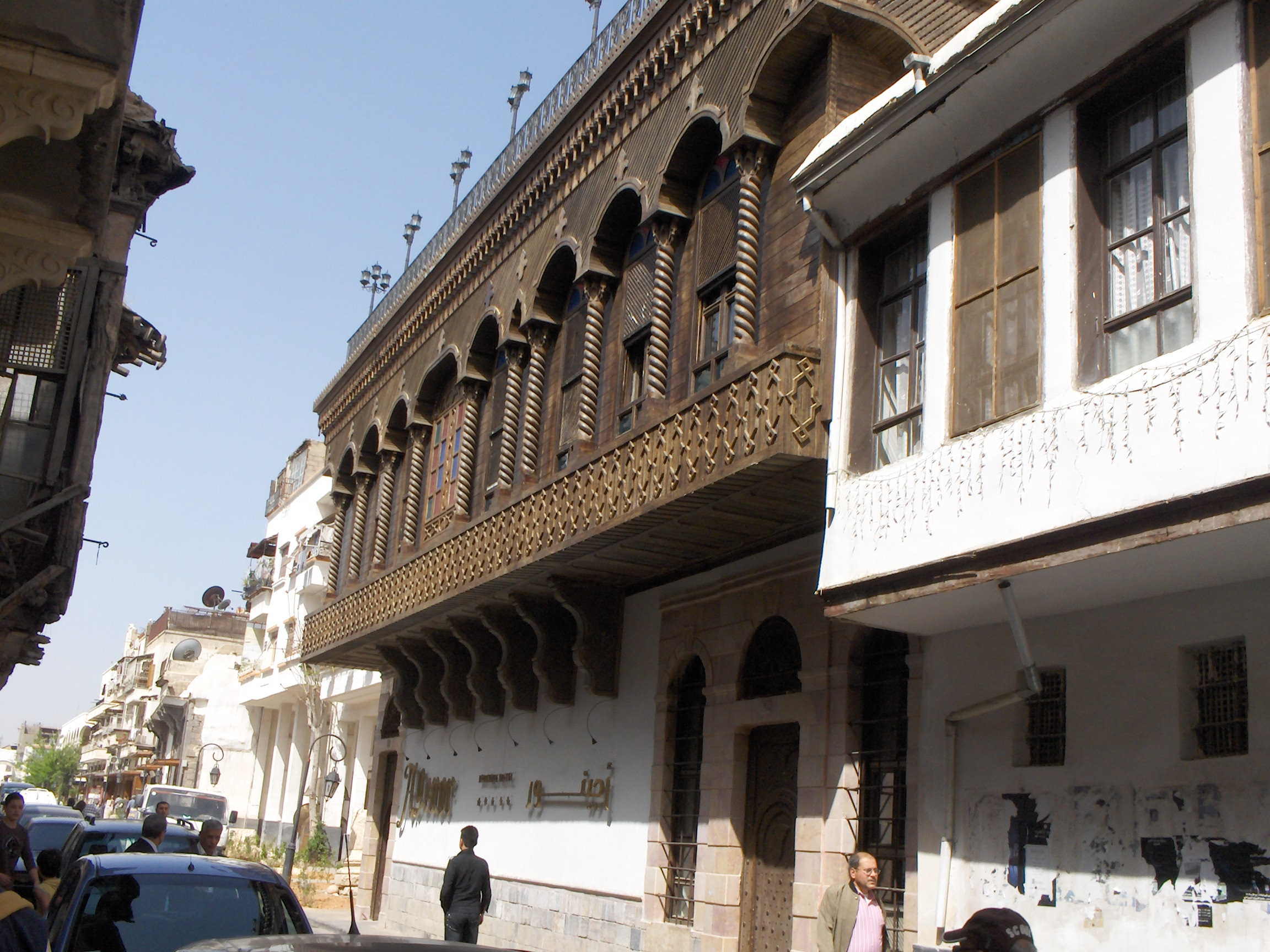
Balcones en la vía recta.
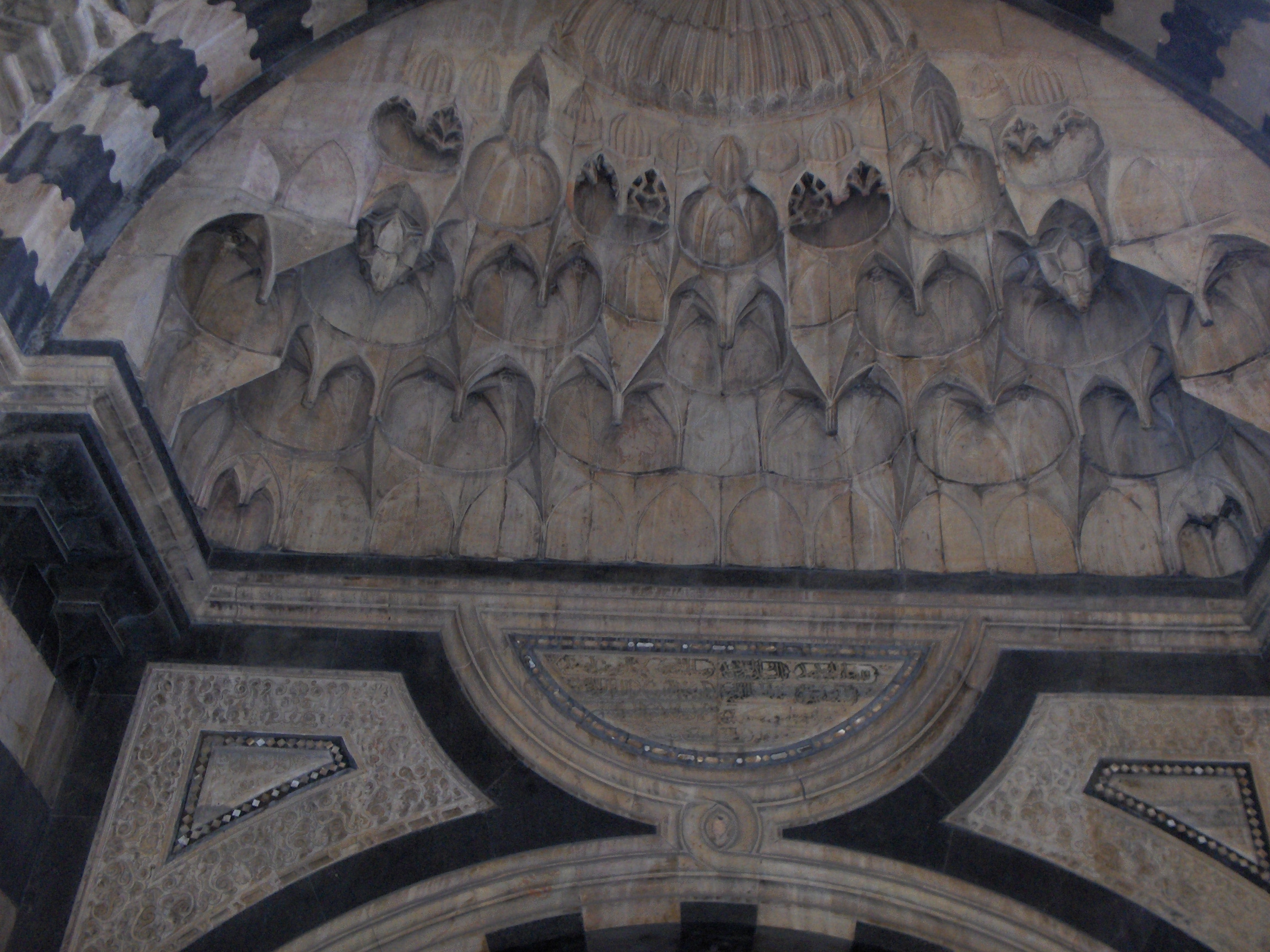
Portal en el zoco al-Bazuriye (zoco de especias y dulces).
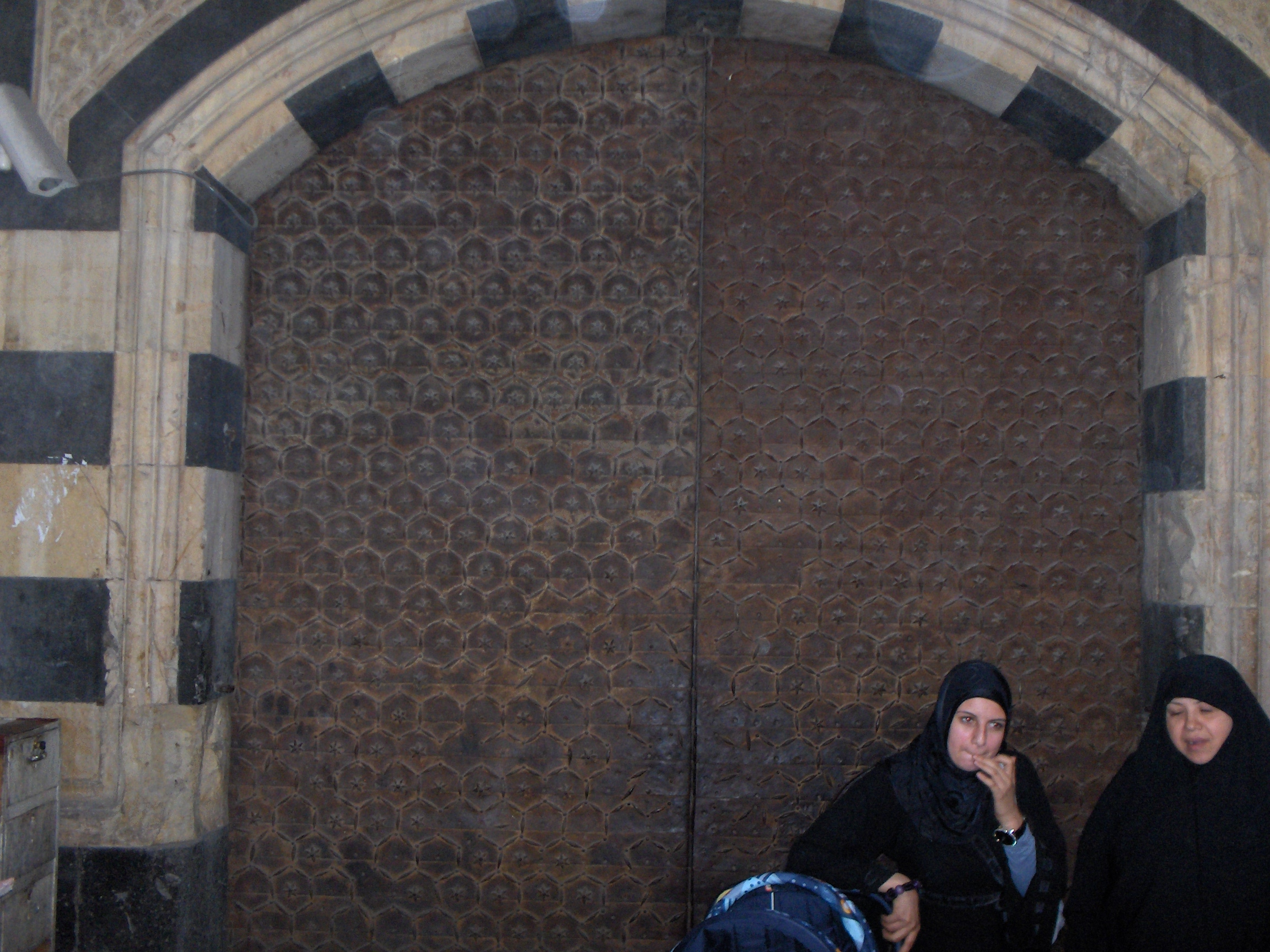
Puertas en el zoco al-Bazuriye (zoco de especias y dulces).
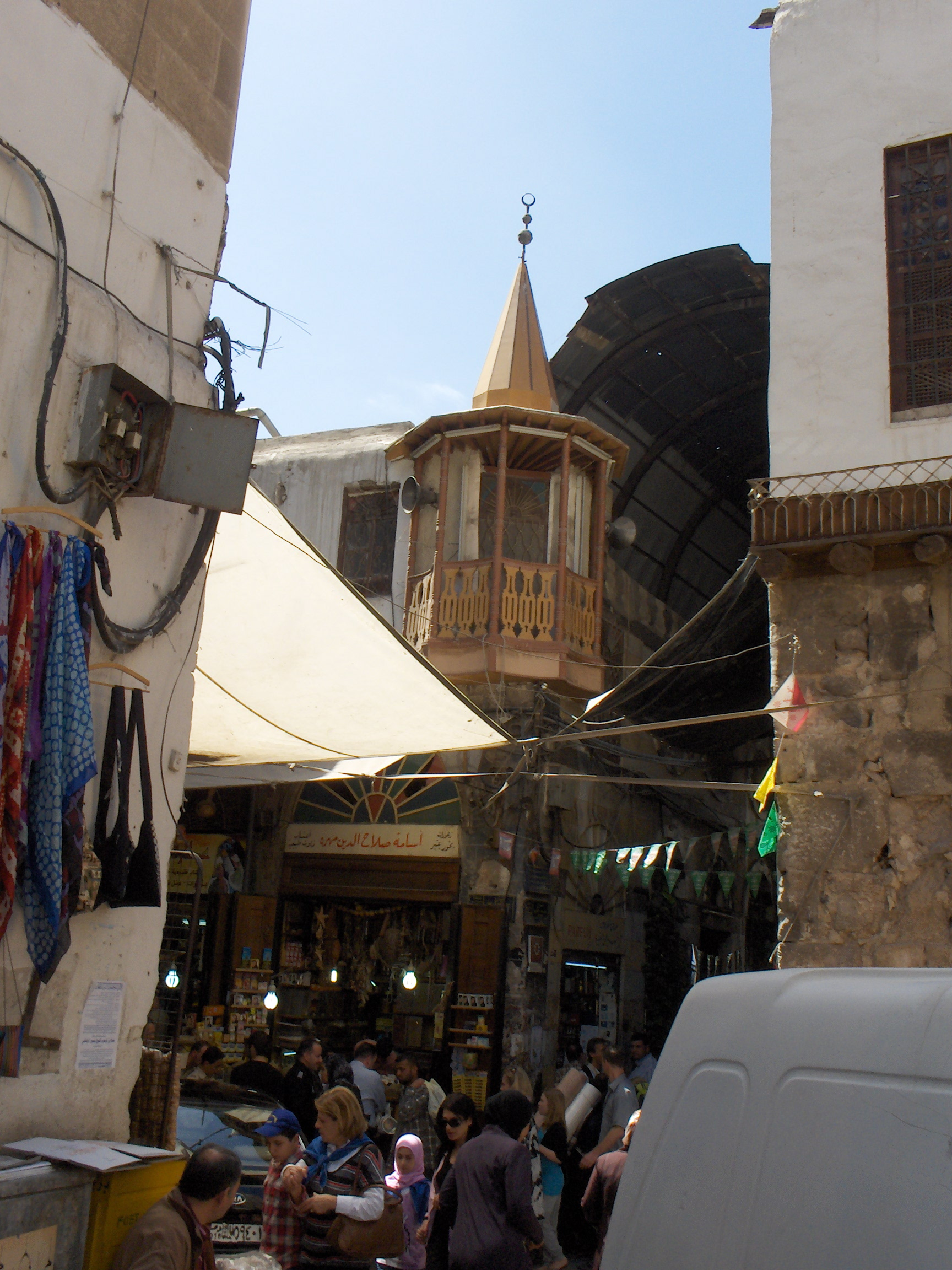
Un rincón del zoco al-Bazuriye (zoco de especias y dulces).
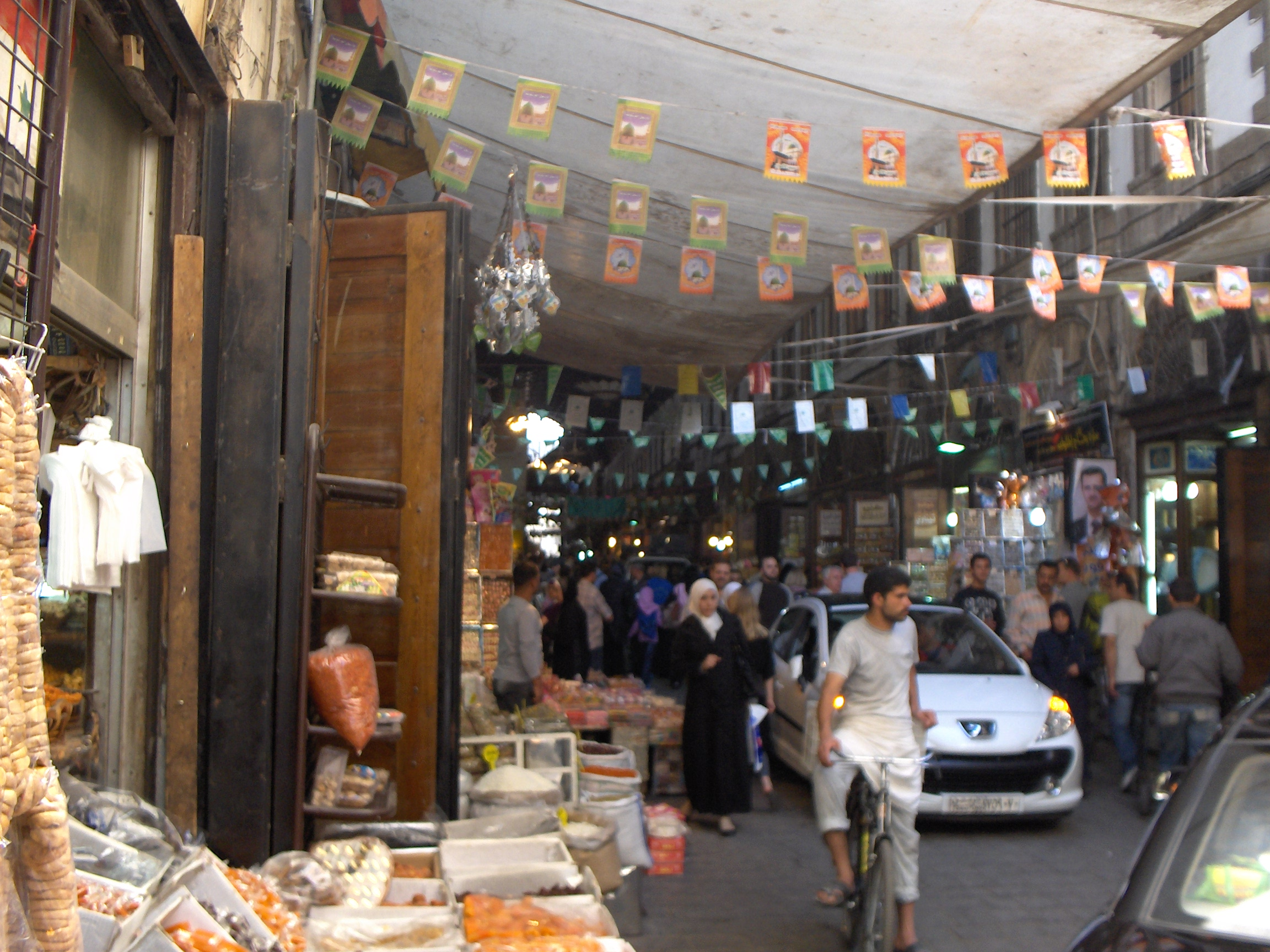
Una calle en el zoco al-Bazuriye (zoco de especias y dulces).
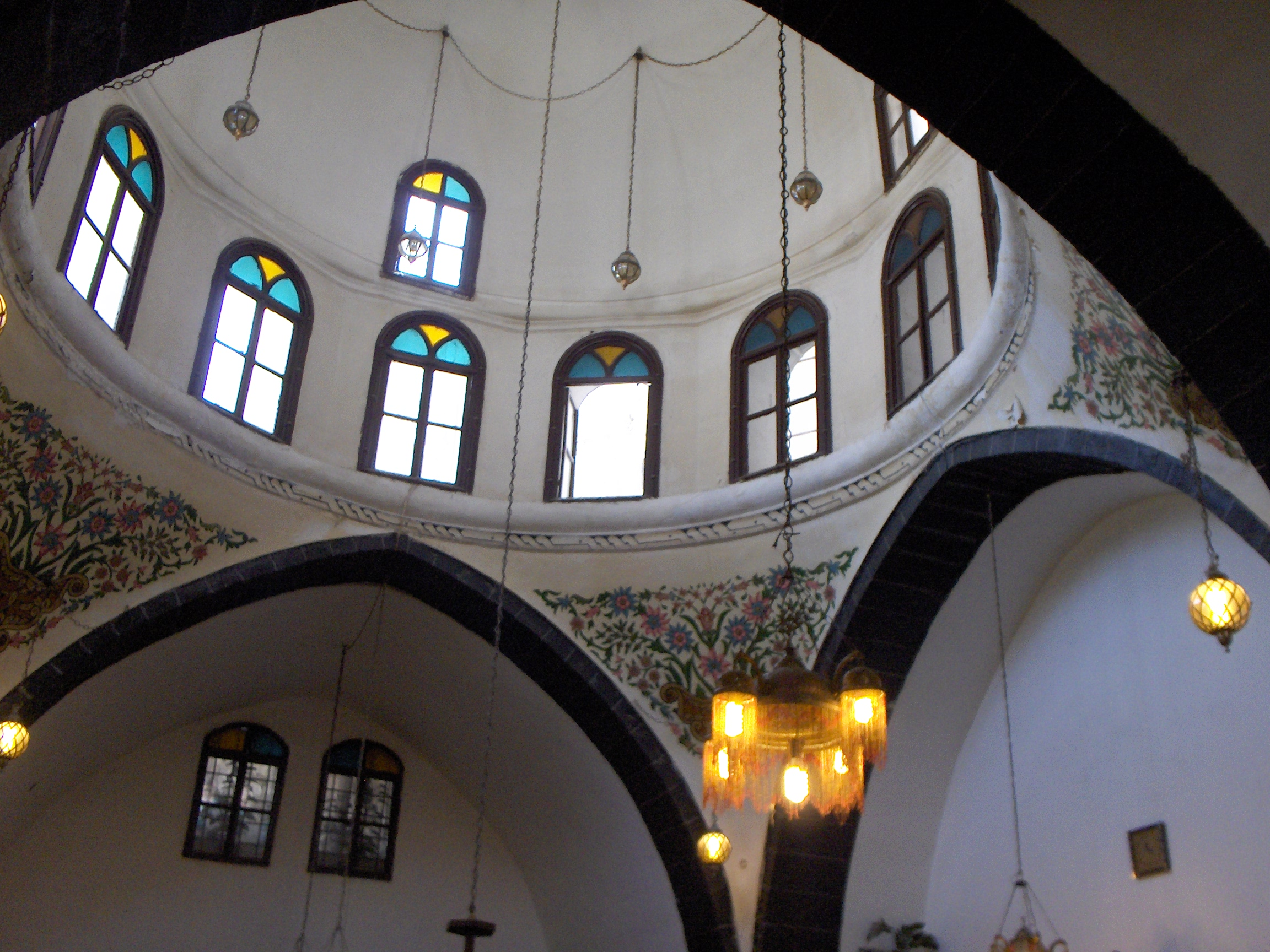
La cúpula del Hammam al-Bazuriye o Nur ad-Din.
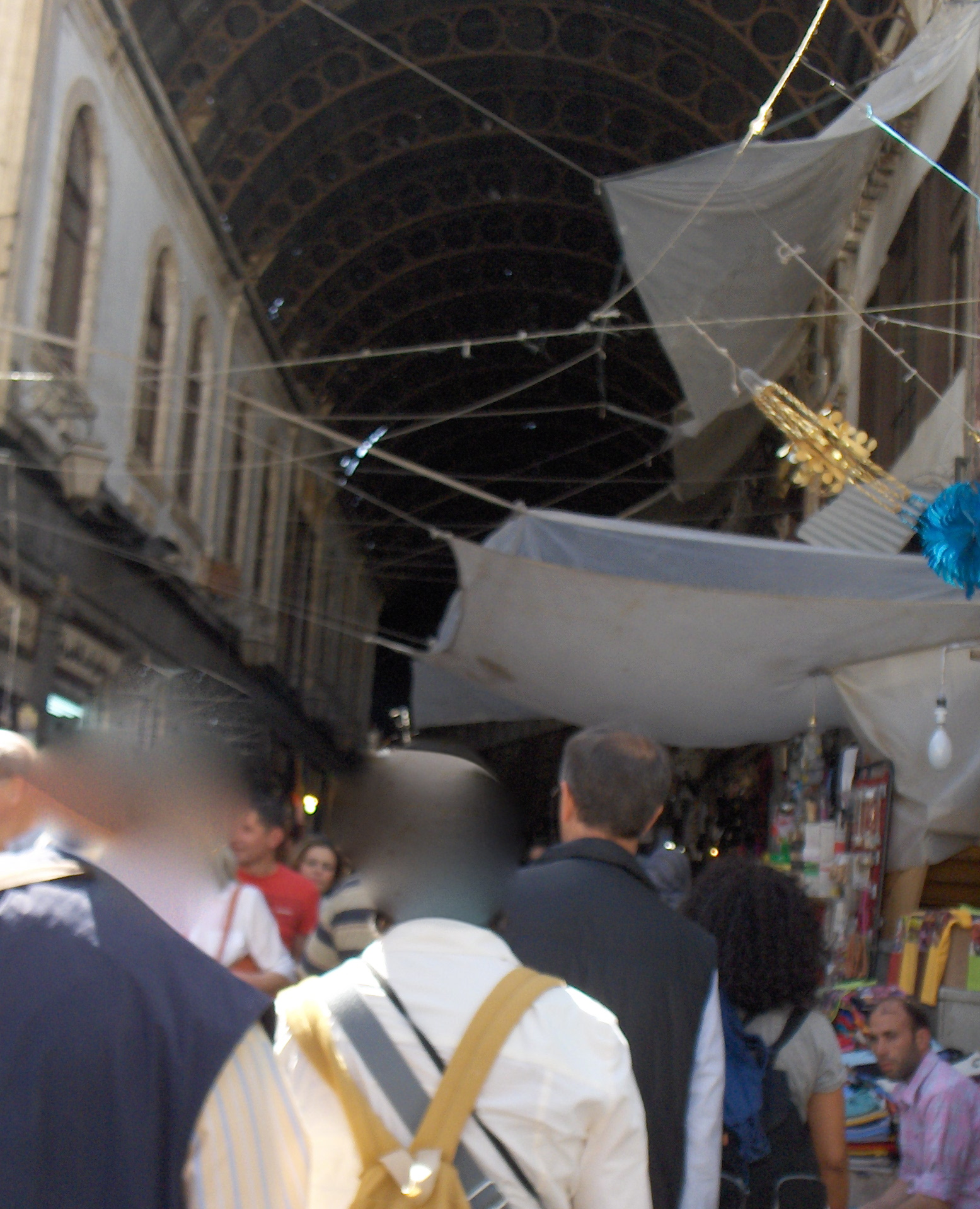
El zoco al-Hamidiyah (un mercado general).
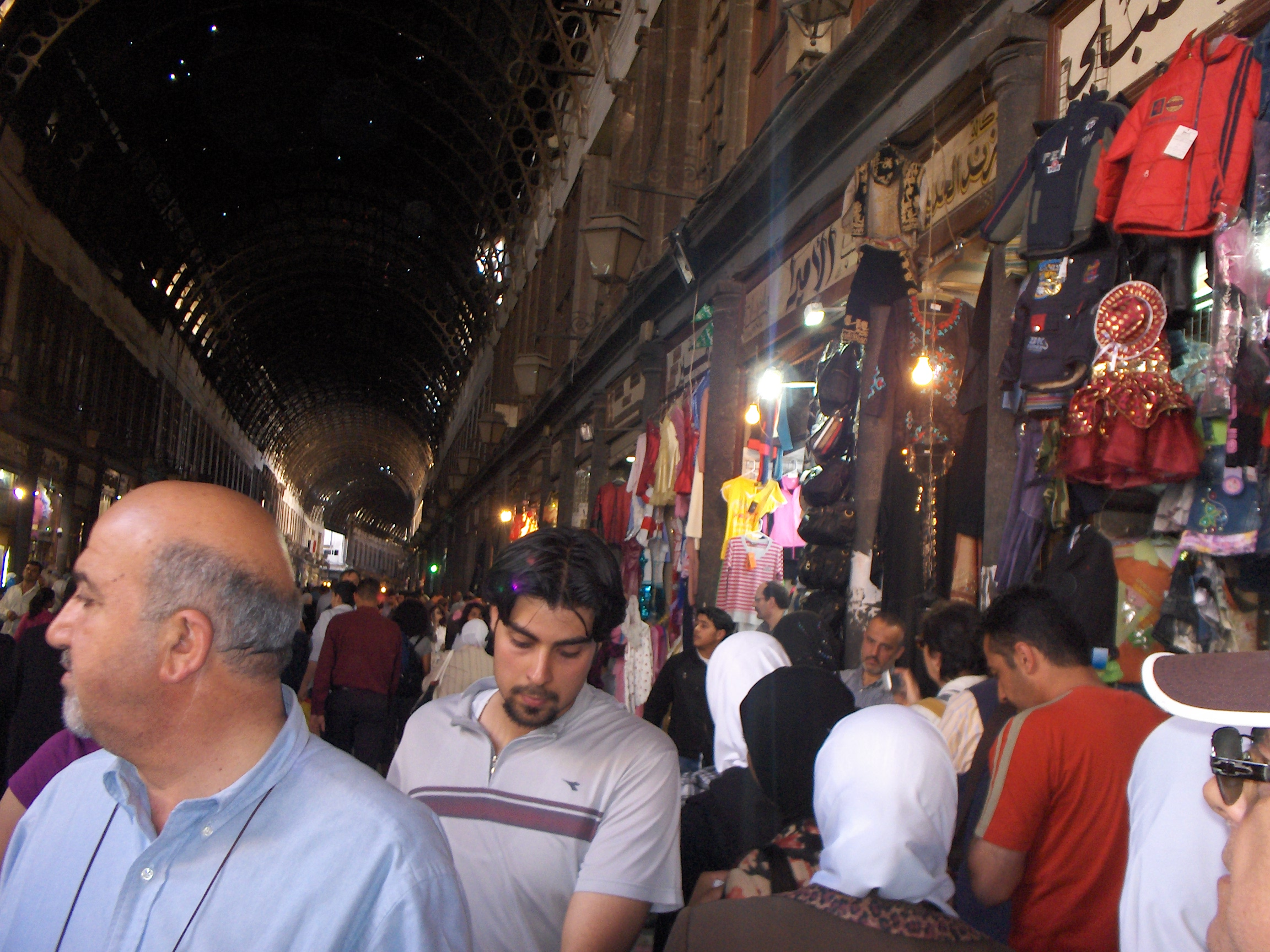
El zoco al-Hamidiyah (un mercado general).
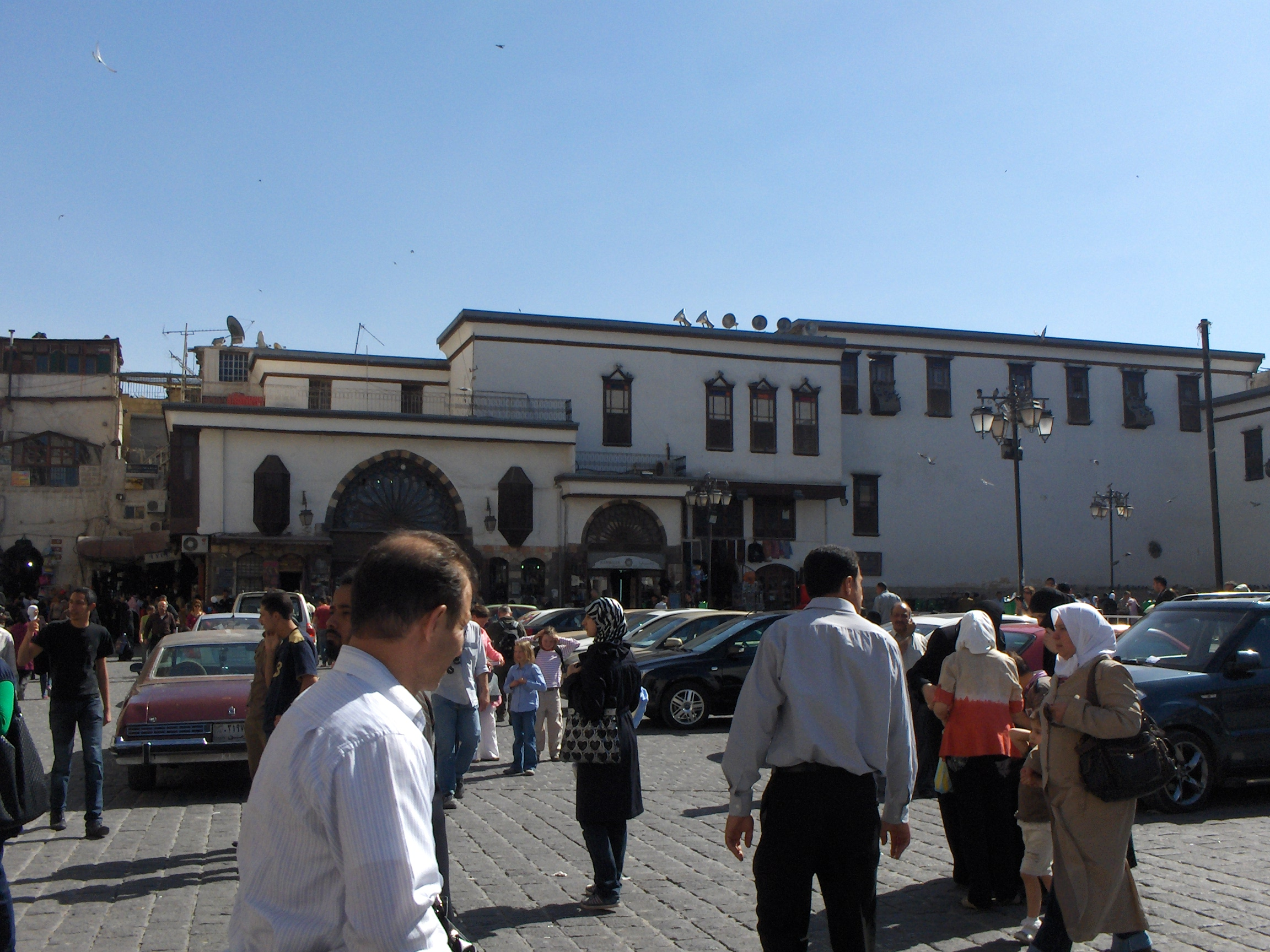
Plaza de la Gran Mezquita de los Omeyas.